# Cheiracanthium inclusum
Cheiracanthium inclusum — вид павуків родини Eutichuridae.

## Поширення
Вид досить поширений у Північній та Південній Америці. Трапляється на островах Вест-Індії. Завезений як інвазійний вид у деякі країни Африки та на острів Реюньйон.

## Опис
Тіло самиці завдовжки 5-9 мм, самця — 4-8 мм. Довжина павука разом з кінцівками досягає до 2,5 см. Передня пара ніг довша за інші. Тіло блідо-жовтого забарвлення з темно-коричневим маркуванням на кінцівках (ногах, педипальпах, щелепах). Інколи існує помаранчева смуга вздовж черева.

## Значення
Павук є отруйним, здатний кусати людей. Укус спричиняє помірний біль, який згодом переходить у свербіж.